# Меладзе Олександр Ерастович
Олександр Ерастович Меладзе (1907, село Матходжі, тепер Хонський муніципалітет, Грузія — 1969, місто Тбілісі, тепер Грузія) — грузинський радянський діяч, голова Тбіліського міськвиконкому, міністр місцевої промисловості Грузинської РСР. Член ЦК КП Грузії. Депутат Верховної ради Грузинської РСР 3—4-го скликань. Депутат Верховної Ради СРСР 5—6-го скликань.

## Життєпис
Середню освіту здобув у місті Зугдіді Грузинської РСР. З 1925 року працював слюсарем, робітником на будівництві залізничного моста через ріку Енгурі.
У 1931 році закінчив Тифліський політехнічний інститут.
У 1931—1941 роках — інженер-технолог, інженер-конструктор, старший майстер механічного цеху, начальник цеху Тифліського (Тбіліського) машинобудівного заводу імені 26 комісарів Грузинської РСР.
Член ВКП(б) з 1939 року.
З весни 1941 по січень 1942 року — директор Батумського цинкового заводу Аджарської АРСР.
У січні 1942 — лютому 1943 року — директор механічного заводу імені Калініна міста Тбілісі.
У лютому 1943 — липень 1948 року — директор Тбіліського машинобудівного заводу імені 26 комісарів.
У липні 1948 — грудні 1952 року — директор верстатобудівного заводу імені Кірова міста Тбілісі.
30 грудня 1952 — 31 серпня 1956 року — міністр місцевої промисловості Грузинської РСР.
27 серпня 1956 — 22 жовтня 1965 року — голова виконавчого комітету Тбіліської міської ради депутатів трудящих.
19 жовтня 1965 — 1969 року — міністр місцевої промисловості Грузинської РСР.
Помер у 1969 році в місті Тбілісі.

## Нагороди і відзнаки
- орден Леніна (2.04.1966)
- орден Трудового Червоного Прапора (1946)
- орден «Знак Пошани» (24.02.1941)
- медаль «За доблесну працю у Великій Вітчизняній війні 1941—1945 рр.» (1945)
- медалі